# Gasthof Niederhermsdorf

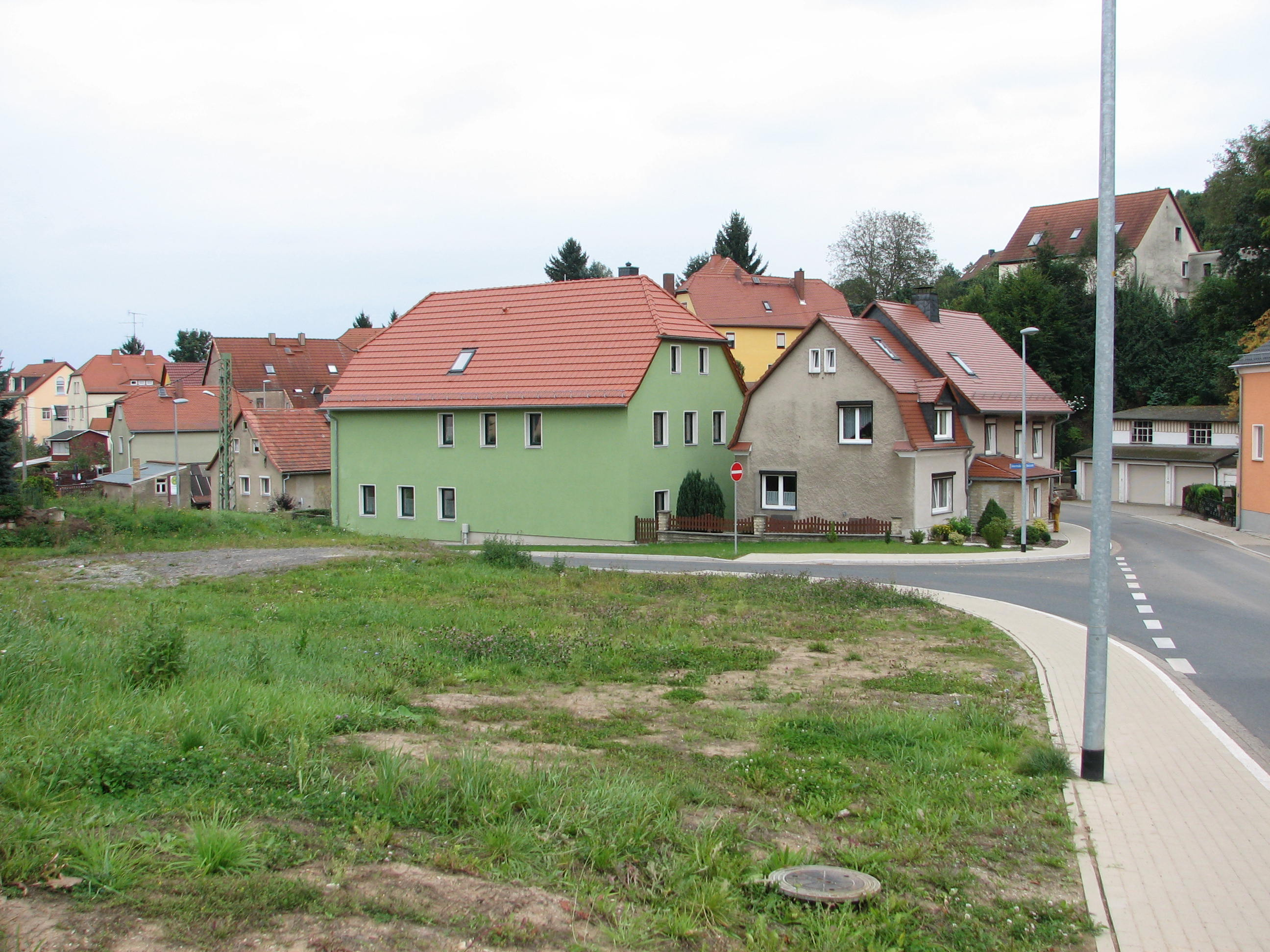
Fläche des ehemaligen Gasthofes (2013)

Der Gasthof Niederhermsdorf befand sich im Freitaler Ortsteil Niederhermsdorf (Landkreis Sächsische Schweiz-Osterzgebirge). Er hatte den Status eines Kulturdenkmals.

## Geschichte
In der ersten Hälfte des 19. Jahrhunderts wurde das Gehöft in Urkunden genannt, die es als Schänkgut auswiesen und damit berechtigten, selbst zu brauen. Die Besitzer des an der Niederhermsdorfer Hauptstraße gelegenen Gutes wechselten häufig. Für 1843 ist als Besitzer Friedrich Dolges überliefert, nach dem auch die nahen Dolgeshäuser benannt sind.
Durch die Sächsische Landgemeindeordnung von 1838 musste auch in Niederhermsdorf ein Grundbuch angelegt werden. In dessen 1840 erstellten Entwurf war für das Grundstück die Genehmigung eingetragen, eine Schank- und Gastwirtschaft zu betreiben. In den folgenden Jahren bis zum Zweiten Weltkrieg wechselte das Haus wieder mehrfach den Besitzer, bevor des während des Krieges als Beherbergungsort für Kriegsgefangene genutzt wurde. Zu DDR-Zeiten war im ehemaligen Gasthof ein Konsum untergebracht, der nach 1990 schloss. Im Saal war in den Wintermonaten des beginnenden 20. Jahrhunderts der Turnverein untergebracht. Später wurde er von der Freien Evangelischen Gemeinde genutzt.
Nachdem auch die letzten Bewohner des Hauses ausgezogen waren, wurde das Grundstück versteigert; einen Teil kaufte die Stadt Freital, um ein Verkehrsprojekt realisieren zu können. Der Gasthof wurde im Juli 2008 abgerissen.